# Goldfish (deutsche Band)
Goldfish ist eine deutsche Independent-/Alternative-Rock-Band aus Berlin. In ihren Songs wird die Gitarrenband-Instrumentierung mit Synthesizer- und Samplesounds sowie analogen Percussion-Elementen angereichert. Diese Arrangements werden durch variantenreichen Gesang geprägt und geführt.

## Bandgeschichte
Sängerin und Gitarristin Danuta G. gründete im Jahr 1999 zusammen mit dem Schlagzeuger Ef Kriete und dem Bassisten Peter Kipp Goldfish zunächst als Trio. Mit Ben Belling kam kurz darauf ein Keyboarder in die Band, der die Idee einer elektronischeren Ausrichtung der Musik mittrug. 2002 schrieb die Hälfte der Band mit an der Filmmusik für die Dokumentation Auf demselben Planeten von Katrin Eißing, die in der ZDF-Reihe Das kleine Fernsehspiel gezeigt wurde. 2003 wurde der Bassist Peter Kipp ersetzt durch den Produzenten Thomas Stern (Einstürzende Neubauten, Meret Becker), der zuvor bei Crime and the City Solution Bass gespielt hatte. Mit Naila Chaundry als Multiinstrumentalistin war die Band komplett.
2005 nahm Steve Morell die Band auf seinem Label Pale Music International unter Vertrag. Die CD coming home erschien 2007, begleitet unter anderem durch Konzerte bei Morells „Berlin Insane“-Festivals und als Support von J Mascis (Dinosaur Jr.).
Der Bassist Lutz Reuter und der Ex-Schlagzeuger Tilman B. nahmen 2010 die Plätze von Stern und Chaundry ein. Durch die neue Besetzung wurde auch der Einfluss elektronischer Stilmittel stärker, und eine Tin-Percussion wurde in die Stücke eingebunden. Zwei Jahre später begann die Arbeit an der zweiten CD der Band, deren Veröffentlichung für Frühjahr 2015 anvisiert ist. 2013 spielten Goldfish als Vorgruppe von Bon Ivers Band Volcano Choir im Huxley’s Neue Welt. Seit September 2014 ersetzt Christoph Steiner den ausgestiegenen Ef Kriete am Schlagzeug.

## Veröffentlichungen
- 2002: Auf demselben Planeten, Filmscore
- 2004: Berlin Insane II, Kompilation, (Pale Music 006)
- 2005: Bleib Gold Mädchen, Kompilation, (MerMer Records 003)
- 2006: Berlin Insane IV, Kompilation, (Pale Music 018)
- 2007: Goldfish – Coming Home, Album, (Pale Music 021)
- 2008: Berlin Insane V, Kompilation, (Pale Music)
- 2013: Berlin Junction, Soundtrack, Film by Xavier Agudo